# Michal Palinek
Michal Palinek (* 10. August 1967 in Přerov) ist ein ehemaliger tschechischer Beachvolleyballspieler. Er wurde Europameister und nahm an den Olympischen Spielen 1996 teil.

## Karriere
Palinek absolvierte seine ersten internationalen Turniere 1994 mit Marek Pakosta. Zwei Jahre später gewannen die Tschechen mit einem Sieg im Finale gegen Jörg Ahmann und Axel Hager die Europameisterschaft 1996. Im gleichen Jahr nahmen sie am Olympiaturnier in Atlanta teil. Dort unterlagen sie den Brasilianern Franco/Roberto Lopes und den Kanadiern Child/Heese.
Bei der Weltmeisterschaft 1997 erreichte Palinek mit seinem neuen Partner Přemysl Kubala den 17. Platz. Zwei Jahre später kam er mit Martin Lébl bei der WM in Marseille nicht über Rang 41 hinaus. Das Duo nahm auch am olympischen Turnier 2000 teil. Nach einer knappen Niederlage gegen die Schweizer Brüder Martin und Paul Laciga schieden sie in der Verlierer-Runde gegen die Spanier Bosma/Díez aus. Die Weltmeisterschaft 2001 endete für Palinek und Stanislav Popoch nach der Vorrunde. In den folgenden beiden Jahren spielte er noch einige Turniere mit Štěpán Smrčka.